# Atletismo nos Jogos Pan-Americanos de 1983 - Decatlo masculino
A prova do decatlo masculino nos Jogos Pan-Americanos de 1983 foi realizada em Havana, Cuba.

## Resultados
| Posição           | Atleta            | Nacionalidade | Pontos |
| ----------------- | ----------------- | ------------- | ------ |
| Medalha de ouro   | Dave Steen        | CAN Canadá    | 7958   |
| Medalha de prata  | Douglas Fernández | VEN Venezuela | 7726   |
| Medalha de bronze | Alfredo Aberdeen  | VEN Venezuela | 7262   |